# Sanne Keizer
Sanne Keizer (* 6. Februar 1985 in Doetinchem) ist eine ehemalige niederländische Beachvolleyball- und Volleyballspielerin. Sie wurde 2012 und 2018 Europameisterin und nahm 2012 und 2021 an den Olympischen Spielen teil.

## Karriere Halle
In ihrem Geburtsort begann Sanne Keizer im Alter von elf Jahren, Hallenvolleyball bei Orion Doetinchem zu spielen. Später gehörte sie der holländischen Jugendnationalmannschaft an und schlug für Longa 59 Lichtenvoorde sowie Martinus Amstelveen in der Ehrendivision ihres Heimatlandes auf.

## Karriere Beach
Die Niederländerin gewann 2002 mit Arjanne Stevens die Goldmedaille bei den Weltmeisterschaften der U18 in Griechenland. Im gleichen Jahr wurden die beiden Sportlerinnen Vizeeuropameisterinnen in der Ukraine. Ab 2003 bestritt Sanne Keizer mit Merel Mooren verschiedene FIVB-Turniere mit dem dreizehnten Platz in Marseille 2004 als bestem Ergebnis bei der World Tour. Außerdem gewannen die beiden Athletinnen eine Challenger & Satellite Veranstaltung in Lausanne. In den Jahren 2005 bis 2008 erreichte Keizer mit Marrit Leenstra einen vierten Platz in Montréal und einen fünften Platz auf Bali sowie mit Mered de Vries einen fünften Platz in Klagenfurt.
2009 gelang der ehemaligen Jugendnationalspielerin mit ihrer neuen Partnerin Marleen van Iersel der erste Medaillengewinn bei einem Turnier der Weltserie. Nach der Niederlage im Halbfinale gegen die Brasilianerinnen Larissa und Juliana bezwangen die beiden Europäerinnen im Spiel um die Bronzemedaille die US-Amerikanerinnen Angie Akers und Tyra Turner. In der gleichen Saison belegten Keizer/van Iersel noch einen vierten Platz in Gstaad sowie fünfte Ränge in Klagenfurt und auf Phuket. Bei der Weltmeisterschaft in Stavanger erreichten die Niederländerinnen als Gruppensieger nach zwei Erfolgen in der Vorrunde das Hauptfeld. Dort besiegten sie zunächst die Norwegerinnen Maaseide/Kongshavn und danach die an Nummer acht gesetzten brasilianischen Salgado-Schwestern Maria Clara und Carol, ehe sie im Viertelfinale gegen die späteren Finalistinnen Larissa und Juliana verloren und gemeinsam mit drei anderen Teams Fünfte im Gesamtklassement wurden.

### 2010
Nach zwei siebzehnten Plätzen bei den beiden ersten Veranstaltungen der FIVB Tour erreichten Keizer und van Iersel in Rom und Moskau neunte Ränge. Nach Siegen unter anderem über die Deutschen Sude/ Köhler und die an drei gelisteten Brasilianerinnen Antonelli/Talita scheiterten die Westeuropäerinnen in Stavanger an Branagh/May-Treanor und wurden Fünfte. Dieses Ergebnis konnten sie in Marseille noch verbessern. Dort schlugen sie im Viertelfinale die Deutschen Goller und Ludwig, unterlagen jedoch anschließend beiden österreichischen Duos und wurden Vierte. Die gleiche Platzierung erreichten Keizer und van Iersel auch in ihrem Heimatland in Den Haag, wo sie nacheinander die Salgado-Schwestern, Larissa und Juliana sowie Angie Akers und Tyra Turner besiegen konnten, jedoch im Kampf um die Medaillen von Talita/Antonelli sowie im zweiten Aufeinandertreffen auch von Akers und Turner bezwungen wurden. Zum Abschluss des Spieljahres belegten die Sportlerinnen aus den Niederlanden auch auf Phuket den vierten Rang, hier bezwangen sie die Schwaiger-Schwestern Stefanie und Doris sowie Goller/Ludwig, ehe sie im Halbfinale gegen Walsh/Branagh und im Spiel um den dritten Platz gegen die brasilianischen Schwestern Carol und Maria Clara verloren.

### 2011
Neunte Plätze erreichten Keizer und Van Iersel zu Beginn der Saison in Brasilia und Sanya, der bis dahin größte Erfolg gelang ihnen beim folgenden Event in Schanghai. Zunächst besiegten sie Holtwick/Semmler aus Deutschland, anschließend Kolocova/Slukova aus Tschechien und dann die an Nummer zwei gelisteten Chinesinnen Xue Chen/Zhang Xi sowie die Nummer drei der Setzliste, Antonelli und Talita. Nach ihrem Halbfinalsieg über Stefanie und Doris Schwaiger konnten die Niederländerinnen im Finale auch die amtierenden Weltmeisterinnen Jennifer Kessy und April Ross bezwingen. Nach dem 15:21, 26:24 und 15:13 Erfolg erhielten Sanne Keizer und Marleen Van Iersel zum ersten Mal in ihrer Karriere eine Goldmedaille der FIVB World Tour. Diesen Erfolg konnten die beiden gleich beim nächsten Turnier in Polen bestätigen. Kessy und Ross wurden in der Vorschlussrunde besiegt. Endspielgegnerinnen waren in Myslowice die Italienerinnen Cicolari/Menegatti. Nach einem 25. Rang in Peking scheiterten Keizer/Van Iersel bei den Weltmeisterschaften in Rom nach drei Erfolgen in ihrem Pool und dem anschließenden Sieg über ihre Landsfrauen Mooren/Kadijk in der folgenden Runde an Sude/Köhler und belegten den neunten Platz. In Stavanger erreichte das niederländische Duo das Halbfinale, in Gstaad wurden die Sportlerinnen aus Westeuropa Fünfte. Nach zwei neunten Plätzen in Moskau und Stare Jablonki verloren Sanne Keizer und Marleen Van Iersel das Halbfinale in Klagenfurt gegen die Doppelolympiasiegerinen May-Treanor/Walsh, sicherten sich jedoch anschließend die Bronzemedaille gegen Talita/Antonelli. Bei den Europameisterschaften in Norwegen belegten die an Position eins gesetzten Niederländerinnen den fünften Platz, nachdem sie den Österreicherinnen Barbara Hansel und Sara Montagnolli unterlagen.

### 2012 bis 2014
2012 holten Keizer und van Iersel im eigenen Land den Europameistertitel und belegten bei den Olympischen Spielen in London Platz neun. 2013 erreichten Keizer/van Iersel bei der WM in Stare Jabłonki das Achtelfinale, wo sie gegen die Brasilianerinnen Liliane Maestrini/Seixas ausschieden und Platz neun belegten. Auch bei der EM in Klagenfurt belegten sie den neunten Platz. 2014 gab sie mit dem Grand Slam in Den Haag, wo sie mit Sophie van Gestel spielte, ihren Rücktritt bekannt.

### 2017 bis 2021
Im Juni 2017 vertrat Keizer die verletzte van Gestel als Partnerin von Madelein Meppelink in Den Haag und entschloss sich zu einem Comeback. Von 2018 bis 2021 war Meppelink ihre feste Partnerin, mit der sie 2018 in ihrer Heimat Europameisterin wurde. Keizer/Meppelink hatten auf der World Tour 2018, 2019 und 2021 zahlreiche Top-Ten-Ergebnisse und nahmen auch an den Olympischen Spielen 2021 in Tokio teil.
Im Februar 2022 verkündeten Keizer und Meppelink das Ende ihrer aktiven Laufbahn.